# Milho (cor)
O Milho de cor refere-se a um tom de amarelo. É nomeado após o cereal com o mesmo nome - milho. Na utilização pública, uma cor de milho pode ser atribuída a uma grande variedade de cores, que varia de amarelo claro para um tom escuro que faz fronteira com a laranja, como a cor de milho pode variar.
O primeiro registro do uso do milho como um nome de cor em Inglês foi em 1861.